# 聲生不息·港樂季
《聲生不息‧港樂季》，是中國大陸芒果TV与香港無綫電視聯合製作的「香港回歸25週年特別獻禮」音樂真人實境秀節目，由国家广播电视总局网络视听节目管理司、国家广播电视总局港澳台办公室与香港中联办宣传文体部特別指导，由中國內地和香港歌手重新演繹香港樂壇經典流行金曲。本節目于2022年4月17日在芒果TV和湖南卫视播出引言片，並于2022年4月24日播放節目盛典，2022年5月1日起每週日12:00在芒果TV首播，每週日20:10在湖南卫视播出電視版、20:30在翡翠台及myTV SUPER播出香港版。
2022年5月，芒果TV宣布启动节目第二季《声生不息·宝岛季》。
2022年7月11日，《聲生不息》節目組為单依纯推出首支粤语单曲 《靓仔日记》庆祝单依纯从声生不息毕业。7月24日，湖南卫视推出声生不息精编版，除了主持人開場白為新的後期製作外，精编版的所有內容均為往期歌曲回顧。
另外，M+博物館亦藉此節目首次合作，並於官方微博發出『#声生不息的港乐视觉文化史# 【M+加磅福利！互动有奖征集活动】』的活動，以线上文化沙龙形式介紹當代歌曲。 （页面存档备份，存于）

## 節目背景
芒果TV副總裁周山在做《披荊斬棘的哥哥》的過程中發現：21世紀發展很快，人們每天在接受大量新信息的同時，反而會變得很懷舊。無論如何，音樂都是人類日常生活中的剛需。因此，在音樂綜藝經歷多年發展、市場紛紛探索新進化方向的大背景下，芒果TV決定製作創新音樂綜藝。而TVB首席創意官王祖藍希望讓TVB再奪人氣及收視率，加上他一直參加多檔內地綜藝，於是他通過在內地的資源，牽線芒果TV與TVB合作。加上2022年是香港回歸25週年和TVB55週年台慶。最終，芒果TV和TVB決定聯合推出以港樂為主題的音樂綜藝《聲生不息》。

## 參與歌手陣容
節目組公布有16組參與歌手 / 團隊成為節目的常駐陣容，分別是8名男歌手或團隊及8名女歌手。另有多名歌手作為特邀嘉賓出現在節目。

### 常駐歌手

#### 男歌手
- 林子祥、李克勤、李健、林曉峰、毛不易、曾比特、馬賽克樂隊、魔動閃霸

#### 女歌手
- 葉蒨文、李玟、楊千嬅、周筆暢、刘惜君、单依纯、安崎、炎明熹

### 特邀嘉賓
- 第二次公演︰盧冠廷、呂方（錄像形式表演）
- 第三次公演︰張智霖、王源（現場表演）
- 第四次公演︰周柏豪、楊丞琳（現場表演）
- 第五次公演︰譚詠麟、張明敏（錄像形式表演）、糖妹（現場表演）
- 聲生不息金曲盛典：張智霖、陳小春（頒獎嘉賓）

## 節目形式
節目邀請16組歌手分為男女兩隊展開一連六場主題競演，通過翻唱經典金曲比拼，經現場觀眾投票决定獲勝方，完成一張「聲生不息」港樂時代唱片，最終由現場觀眾投票選出榮耀金曲。
22首唱片歌曲名單（排名不分先後）︰
- 楊千嬅《無條件》
- 曾比特《初戀》
- 《海闊天空》（原唱︰Beyond）
- 葉蒨文、李玟、周筆暢《我要你的愛》
- 李健《月半彎》
- 《千千闋歌》（原唱︰陈慧娴）
- 李克勤、毛不易《最佳損友》
- 葉蒨文《憑著愛》
- 《世間始終你好》（原唱︰罗文、甄妮）
- 林子祥、葉蒨文《敢爱敢做》
- 李玟《跳舞街》
- 《下一站天后》（原唱︰Twins）
- 林子祥、馬賽克樂隊、魔動閃霸《真的漢子》
- 李克勤《雨中的戀人們》
- 《紅日》（原唱︰李克勤）
- 李玟《我恨我癡心》
- 李健《我要如何不想他》
- 毛不易《遥远的她》[c]
- 李健《水中花》[d]
- 毛不易、單依純《分分鐘需要你》[e]
- 周筆暢、安崎《醒醒》[f]
- 劉惜君、林曉峰《現代愛情故事》[g]

榮耀金曲：
- 林子祥、葉蒨文《敢愛敢做》
- 李健《水中花》

## 節目內容

### 引言片
引言片于2022年4月17日在芒果TV和湖南卫视播出。引言篇中，包括歌手、作词人等在内的香港音乐人用心回忆港乐历史、用情阐述港乐内涵。此外，亦有香港特別行政區行政長官林鄭月娥與湖南省委常委楊浩東致詞片段。

### 第一期
本期為聲生不息初舞台，主题为港樂與「我的驕傲」。第一期，於北京時間2022年3月27日錄製，2022年4月24日首播。本期分為男、女歌手兩隊對賽，共設八個回合一對一比賽，每個回合完成競演後，現場觀眾即時投票，投票率最高一方獲勝。而在競演開始前，現場觀眾會根據本期歌手演唱的歌曲投票而得出對每個歌手的期待值，在每回合獲勝的一方可以全取對方的期待值，全晚期侍值總和最高的一隊獲勝，並且增加一個「港樂」時代唱片之名額。最終男歌手隊獲得34分期待值，女歌手隊則獲得38分期待值，初舞台由女隊獲勝。
贏得期待值最高的隊伍之中，得票率最高的獨唱金曲，才能獲得「勝出隊伍入圍歌曲」。
贏得期待值最高的隊伍，才能上台演唱「觀眾選擇金曲」。
本期獎項：
「我的驕傲 —— 最受歡迎金曲」
- 勝出隊伍入圍歌曲：楊千嬅《無條件》

- 全場排名第一歌曲：曾比特《初戀》

- 觀眾選擇歌曲：《海闊天空》

### 第二期
本期為聲生不息第一輪競演（上部），主题为港樂與我的「愉快少年事」。第二期，於北京時間2022年4月9日錄製，2022年5月1日播出。本期採用合作舞台形式對賽，由隊長帶領，男女2隊分別各以3首合唱歌曲對戰。共設三個回合，每個回合完成競演後，現場觀眾即時投票，投票率最高一方獲勝。而在競演開始前，現場觀眾會根據本期歌手演唱的歌曲投票而得出對每個歌手的期待值，在每回合獲勝的一方可以全取對方的期待值。
本期毛不易及安崎休賽。本期男歌手隊獲得7分期待值，女歌手隊則獲得11分期待值，由女隊獲勝。
男子组队长：李克勤
女子組队长：楊千嬅

### 第三期
本期為聲生不息第一輪競演（下部），主题为港樂與我的「愉快少年事」。第三期，於北京時間2022年4月9日錄製，2022年5月8日播出。本期採用一對一自選歌曲對賽，男、女隊各派出四名歌手應戰。共四個回合，每個回合完成競演後，現場觀眾即時投票，投票率最高一方獲勝。而在競演開始前，本期歌手會為自己演唱的歌曲設定期待值，在每回合獲勝的一方可以全取對方的期待值。
上半場贏得期待值最高的隊伍，才能獲得「最佳合作金曲」。
下半場會公佈男女隊各自得票率最高的獨唱金曲，在下半場贏得期待值最高的隊伍，才能獲得「最佳獨唱金曲」。
上下場合計贏得期待值最高的隊伍，才能上台演唱「觀眾選擇金曲」。
本期葉蒨文、楊千嬅 、單依純、炎明熹、林曉峰、曾比特、馬賽克樂隊、魔動閃霸休賽。本期男歌手隊獲得22分期待值，女歌手隊則獲得6分期待值。最終上、下回合比賽結束後男歌手隊獲得29分期待值，女歌手隊則獲得17分期待值，第一輪競演由男隊獲勝。
本期獎項：
「愉快少年事 —— 最受歡迎金曲」
- 最佳合作金曲：葉蒨文、李玟、周筆暢《我要你的愛》

- 最佳獨唱金曲：李健《月半彎》

- 觀眾選擇金曲：《千千闋歌》

### 第四期
本期為聲生不息第二輪競演（上部），主题为港樂與我的「一生所爱」。第四期，於北京時間2022年4月24日錄製，2022年5月15日播出。本期採用合作舞台形式對賽，兩隊分別各以3首合唱歌曲對戰。共設三個回合，每個回合完成競演後，現場觀眾即時投票，投票率最高一方獲勝。而在競演開始前，各隊會根據歌手演唱的歌曲而得出對其的期待值，在每回合獲勝的一方可以全取對方的期待值。
本期男、女隊分別改名為「克勤隊」及「千嬅隊」應戰，李玟和曾比特被交換至對方隊伍，而李健及葉蒨文休賽。特邀嘉賓盧冠廷和呂方分別演唱《一生所愛》和《朋友別哭》。另外李健代替因檔期而無法出席的何炅作為主持。本期克勤隊獲得12分期待值，千嬅隊則獲得6分期待值，由克勤隊獲勝。

### 第五期
本期為聲生不息第二輪競演（下部），主题为港樂與我的「一生所爱」。第五期，於北京時間2022年4月25日錄製，2022年5月22日播出。本期採用一對一自選歌曲對賽，克勤隊、千嬅隊各派出四名歌手應戰。共四個回合，每個回合完成競演後，現場觀眾即時投票，投票率最高一方獲勝。而在競演開始前，本期歌手會為自己演唱的歌曲設定期待值，在每回合獲勝的一方可以全取對方的期待值。
上半場贏得期待值最高的隊伍，才能獲得「最佳合作金曲」。
下半場會公佈男女隊各自得票率最高的獨唱金曲，在下半場贏得期待值最高的隊伍，才能獲得「最佳獨唱金曲」。
上下場合計贏得期待值最高的隊伍，才能上台演唱「觀眾選擇金曲」。
本期周筆暢、劉惜君、安崎、炎明熹、李玟、李克勤、毛不易及魔動閃霸休賽。另外林曉峰及周筆暢代替因檔期而無法出席的何炅作為主持。本期克勤隊獲得8分期待值，千嬅隊則獲得20分期待值。最終上、下回合比賽結束後克勤隊獲得20分期待值，千嬅隊則獲得26分期待值，第二輪競演由千嬅隊獲勝。
本期獎項：
「一生所爱 —— 最受歡迎金曲」
- 最佳合作金曲：李克勤、毛不易《最佳損友》

- 最佳獨唱金曲：葉蒨文《憑著愛》

- 觀眾選擇金曲：《世間始終你好》

### 第六期
本期為聲生不息第三輪競演（上部），主题为港樂與我的「城市人生」。第六期，於北京時間2022年5月14日錄製，2022年5月29日播出。本期採用男女合唱的合作舞台形式對賽，兩隊隊員各自與對方隊伍成員組隊，爭奪「最佳合作金曲」。观众将在选手演唱后投票选择喜爱的选手，该选手代表的队伍则获得期待值。上半場獲勝的組別可取得特邀嘉賓的額外期待值。
本期開始以全新規則應戰，特邀嘉賓張智霖加入「克勤隊」，王源則加入「千嬅隊」，並與常駐嘉賓一同作賽。本期克勤隊獲得30分期待值，千嬅隊則獲得34分期待值，由千嬅隊獲勝，並贏取兩位特邀嘉賓的所有期待值（9分期待值）。

### 第七期
本期為聲生不息第三輪競演（下部），主题为港樂與我的「城市人生」。第七期，於北京時間2022年5月15日錄製，2022年6月5日播出。本期採用一對一自選歌曲對賽，出場的歌手將由「金曲出品圍」投票選出。共四個回合，每個回合完成競演後，現場觀眾即時投票，投票率最高一方獲勝。特邀嘉宾可以在任意一個组別對賽完后演唱，在先前對賽組別获胜的一方可取得特邀嘉宾的期待值，以及另一隊的期待值。
上半場贏得期待值最高的隊伍，才能獲得「最佳合作金曲」。
下半場會公佈男女隊各自得票率最高的獨唱金曲，在下半場贏得期待值最高的隊伍，才能獲得「最佳獨唱金曲」。
上下場合計贏得期待值最高的隊伍，才能上台演唱「觀眾選擇金曲」。
本期林子祥、葉蒨文、林曉峰、單依純、馬賽克樂隊、魔動閃霸、曾比特和安崎休賽。本期克勤隊獲得43分期待值，千嬅隊則獲得30分期待值。最終上、下回合比賽結束後克勤隊及千嬅隊分別獲得73分期待值，第三輪競演平局。
本期獎項：
「城市人生 —— 最受歡迎金曲」
- 最佳合作金曲：林子祥、葉蒨文《敢愛敢做》

- 最佳獨唱金曲：李玟《跳舞街》

- 觀眾選擇金曲：《下一站天后》

### 第八期
本期為聲生不息第四輪競演（上部），主题为港樂與我的「葡萄成熟時」，於北京時間2022年5月29日錄製。在本輪競演中，獨唱的歌手將由「金曲出品圍」投票選出，合唱和獨唱曲目可同場對決。第四輪競演上期為「克勤隊」的主場，主場隊伍可指定對方隊伍的任何一首歌曲進行對決。
本期毛不易和單依純被交換至對方隊伍，特邀嘉賓周柏豪加入「克勤隊」，楊丞琳則加入「千嬅隊」，並與常駐嘉賓一同作賽。本期劉惜君、毛不易及安崎休賽。本期克勤隊獲得18分期待值，千嬅隊則獲得12分期待值，由克勤隊獲勝。

### 第九期
本期為聲生不息第四輪競演（下部），主题为港樂與我的「葡萄成熟時」，於北京時間2022年5月29日錄製。第四輪競演下期為「千嬅隊」的主場，主場隊伍可指定對方隊伍的任何一首歌曲進行對決。
上半場贏得期待值最高的隊伍，才能獲得「最佳合作金曲」。
下半場會公佈男女隊各自得票率最高的獨唱金曲，在下半場贏得期待值最高的隊伍，才能獲得「最佳獨唱金曲」。
上下場合計贏得期待值最高的隊伍，才能上台演唱「觀眾選擇金曲」。
本期李玟、林曉峰、馬賽克樂隊、魔動閃霸和炎明熹休賽。本期克勤隊獲得33分期待值，千嬅隊則獲得15分期待值。最終上、下回合比賽結束後克勤隊獲得51分期待值，千嬅隊則獲得27分期待值，第四輪競演由克勤隊獲勝。
本期獎項：
「葡萄成熟時 —— 最受歡迎金曲」
- 最佳合作金曲：林子祥、馬賽克樂隊、魔動閃霸《真的漢子》

- 最佳獨唱金曲：李克勤《雨中的戀人們》

- 觀眾選擇金曲：《紅日》

### 第十期
本期為聲生不息第五輪競演（上部），主题为港樂與我「共此時」，於北京時間2022年6月12日錄製。本期為「香港回歸25週年特別獻禮」，採用中港歌手合作舞台形式，不設對賽，十六組歌手全部出場。
合唱金曲：《東方之珠》

### 第十一期
本期為聲生不息第五輪競演（下部），主題為「勁歌金曲衝刺夜」，於北京時間2022年6月12日錄製。在本輪競演中，十六組歌手全部出場，每隊底分有4分。
只有贏得期待值最高的隊伍，才能於收官之戰中全員上台演唱。
本期克勤隊獲得18分期待值，千嬅隊則獲得18分期待值。第五輪競演平局。

### 第十二期
本期為聲生不息金曲盛典，於北京時間2022年7月6日錄製，於7月10日播出。在本期演出中，十六組歌手全部出場，歌手可選擇自由組隊或進行獨唱。每回合勝出的歌手可在往期中自選一首歌曲，直接入選為港樂時代唱片遺珠金曲。
開場金曲：《不再猶豫》
结尾金曲：《我和我的祖國》
本期獎項：
- 內地香港交流獎：李健、李玟

- 寶藏歌曲推廣大使：周筆暢

- 飛躍進步獎：曾比特、安崎

- 觀眾選擇搭檔獎：毛不易、單依純，林曉峰、劉惜君，李克勤、李健

- 薪火傳承獎：楊千嬅、炎明熹，林子祥、魔動閃霸、馬賽克樂隊

- 榮耀人物：林子祥、葉蒨文

- 榮耀戰隊：千嬅隊（1002:998）

- 榮耀金曲：林子祥、葉蒨文《敢愛敢做》，李健《水中花》

## 迴響
節目首集播出引起不少網民討論。
炎明熹憑獻唱已故女歌手陳僖儀《蜚蜚》掀熱話，話題「Gigi聲音」一度登上微博「文娛榜」熱搜冠軍，不足一日閱讀量已破3千萬。炎明熹獻唱《蜚蜚》後一曲成名，除登上內地熱搜榜冠軍、微博粉絲數人數由6萬激增至27萬（截至5月8日），增長四倍以上，截至2023年1月己破100萬粉絲。《蜚蜚》一曲於Youtube上架六天後點擊次數達110萬，累計達560萬點擊率，成為全節目最高點撃率影片。
李克勤獻唱許美靜《傾城》後，相關關鍵字同樣登上內地多個熱搜榜，話題度及閱讀量均達千萬。
曾比特憑林志美《初戀》奪「最受歡迎金曲之全場排名第一」金曲，成為第一首入圍港樂時代唱片歌曲，而他也同時登上「文娛榜」熱搜頭十名，閱讀量在一日後破2328萬。 《初戀》在Youtube上架七天後亦超過100萬人收看，截至2022年8月26日在湖南衛視、芒果TV及TVB官方Youtube頻道合共累計點擊率已超過500萬次。  曾比特憑《聲生不息》在內地人氣急升，微博粉絲人數在一週內由5781粉絲增至12.7萬，激增20倍，並於2022年7月首集播放後三個月，衝破100萬微博粉絲。  他與林子祥「父子檔」合唱《單車》獲讚催淚，也一度登上微博熱搜榜。  截至2022年8月26日為止,《單車》在官方Youtube頻道的合共點擊率已超過240萬次，暫時為節目第二期單曲點擊率的第一名。
楊丞琳重新演繹TVB港劇神曲《越難越愛》影片上載至YouTube三日點擊率已超過20萬，影片爆紅引來原唱吳若希在Instagram上出帖文與楊丞琳「隔空合唱」。

## 事件
因節目時長限制，第一期香港版本著重於粵語歌手演繹，大幅度刪減冠名贊助商產品出現較多綜藝的部分及播放歌手錶演精華剪輯，被批評剪輯令節目支離破碎。
節目輯錄了香港多首經典歌曲，在首集的《聲生不息》中，李克勤唱出的《傾城》，第二集有楊千嬅、炎明熹合唱的《勇》及林子祥、曾比特合唱的《單車》，第四集李克勤與毛不易合唱《最佳損友》及楊千嬅、單依純、周筆暢三人合唱的《歡樂今宵》段落均是由黃偉文填詞，惟節目沒有打出歌曲填詞人，無綫版本也沒有補回黃偉文的名字，到第四集無線版本補回了。
於2022年6月12日播出的第7集節目，炎明熹唱出容祖兒原唱的《心淡》時，節目沒打歌曲填詞人（黃偉文）。另外歌詞的和音部份亦被修改，「說什麼再平反」被更改成「往後這半年間」 。《獨立媒體》指出節目在此之前已有更改歌詞，由李克勤和周筆暢唱出《紅綠燈》時，歌詞由「難道我要必先壯烈地犧牲去換吻」改成「難道我要必先怕寂寞單身去換吻」。炎明熹與魔動閃霸演唱《我鍾意》時，「也會愛珠寶」被改成「也會愛歌譜」，而炎明熹曾表示改詞是因為不想太物質。

## 節目播放平台
| 國家／地區          | 頻道                 | 播出日期      | 首播時間                                                                                                   | 備注                                                                 |
| 中国大陆            | 芒果TV               | 2022年4月24日 | 每週日 12:00                                                                                               | 足本版 4月17日12:00播出引言片                                        |
| 中国大陆            | 湖南衛視             | 2022年4月24日 | 每週日 20:10－22:00                                                                                        | 電視剪輯版 4月17日19:30播出引言片                                    |
| 香港                | 翡翠台               | 2022年4月24日 | 每週日 20:30－22:00（第2-6期）或 20:30－22:30（除第2-6期外） 每週一 20:30－22:00 或 22:30 （澳大利亚地区） | 香港版 MyTV SUPER、TVB Anywhere、马来西亚Astro GO及On Demand跟随播出 |
| 马来西亚 · 新加坡 · | 翡翠台               | 2022年4月24日 | 每週日 20:30－22:00（第2-6期）或 20:30－22:30（除第2-6期外） 每週一 20:30－22:00 或 22:30 （澳大利亚地区） | 香港版 MyTV SUPER、TVB Anywhere、马来西亚Astro GO及On Demand跟随播出 |
| 加拿大              | 新時代電視1台        | 2022年4月24日 | 每週日 21:50－23:40                                                                                        | 播放版本為香港版                                                     |
| 美国                | 翡翠1台 TVB Anywhere | 2022年4月24日 | 每週日20:00 首播，次日0:00提供重温版 每週日 20:00-22:00                                                    | 播放版本為香港版                                                     |
| 新加坡              | meWATCH              | 2022年4月24日 | 每週日 | 電視剪輯版                                                           |

## 收视率

### 湖南卫视
据广电中国视听大数据，每期平均收视率0.493%。
| 中国大陆 湖南卫视 首播收视率 （CSM63） |          |                                           |             |                                    |        |
| 集數                                   | 播出日期 | 收视率                                    | 收视份额    | 排名                               | 備註   |
| 引言                                   | 4月17日  | 0.357                                     | 1.465       | 5（省级卫视第1）                   |        |
| 01                                     | 4月24日  | 0.391                                     | 2.055       | 3（省级卫视第1）                   |        |
| 02                                     | 5月1日   | 0.574                                     | 2.427       | 4（省级卫视第2）                   |        |
| 03                                     | 5月8日   | 0.541（20:17-21:46） 0.505（21:47-22:09） | 2.223 3.092 | 3（省级卫视第1） 4（省级卫视第2）  |        |
| 04                                     | 5月15日  | 0.558                                     | 2.394       | 3（省级卫视第1）                   |        |
| 05                                     | 5月22日  | 0.481（20:14-21:51） 0.479（21:52-22:06） | 2.051 2.838 | 6（省级卫视第3） 7（省级卫视第4）  |        |
| 06                                     | 5月29日  | 0.445                                     | 1.988       | 4（省级卫视第3）                   |        |
| 07                                     | 6月5日   | 0.720（20:14-21:55） 0.620（21:56-22:12） | 3.180 3.843 | 3（省级卫视第3） 5（省级卫视第4）  |        |
| 08                                     | 6月12日  | 0.637                                     | 2.893       | 4（省级卫视第3）                   |        |
| 09                                     | 6月19日  | 0.500                                     | 2.44        | （省级卫视第3）                    |        |
| 10                                     | 6月26日  | 0.484                                     | 2.25        | （省级卫视第3）                    |        |
| 11                                     | 7月3日   | 0.398                                     | 1.829       | 6（省级卫视第5）                   |        |
| 12（第十二期上集）                     | 7月10日  | 0.573                                     | 2.713       | 5（省级卫视第4）                   |        |
| 13（第十二期下集）                     | 7月17日  | 0.373（20:24-21:46） 0.332（21:47-22:00） | 1.694 1.815 | 8（省级卫视第6） 10（省级卫视第7） |        |
| 14（精编版）                           | 7月24日  | 0.247（20:22-21:59）                      | 1.16        | 省级卫视第7                        | [ 40 ] |

1. 数据由广视索福瑞提供，调查范围为四岁以上之观众。
2. 以上收视排名包括央视在内。
3. 排名为当晚全国所有上星频道自办节目（不含电视剧），数据来源：卫视这些事儿

### 無綫電視翡翠台
| 集數               | 播映日期      | 電視直播收視 |
| 1                  | 2022年4月24日 | 16.9點       |
| 2                  | 2022年5月1日  | 16.9點       |
| 3                  | 2022年5月8日  | 15.2點       |
| 4                  | 2022年5月15日 | 17.2點       |
| 5                  | 2022年5月22日 | 17.0點       |
| 6                  | 2022年5月29日 | 17.6點       |
| 7                  | 2022年6月5日  | 17.2點       |
| 8                  | 2022年6月12日 | 17.0點       |
| 9                  | 2022年6月19日 | 15.7點       |
| 10                 | 2022年6月26日 | 16.3點       |
| 11                 | 2022年7月3日  | 16.9點       |
| 12（第十二期上集） | 2022年7月10日 | 16.7點       |
| 13（第十二期下集） | 2022年7月17日 | 13.5點       |
| 平均收視           | 平均收視      | 16.5點       |

## 獎項及提名
| 年份 | 頒獎典禮             | 獎項         | 單位         | 結果     |
| ---- | -------------------- | ------------ | ------------ | -------- |
| 2023 | 萬千星輝頒獎典禮2022 | 最佳綜藝節目 | 《聲生不息》 | 最後十強 |
| 2023 | 萬千星輝頒獎典禮2022 | 最佳男主持   | 王祖藍       | 提名     |

## 記事
- 2022年4月16日：聲生不息節目組在官方微博公布參加的歌手名單，並以個人海報形式宣布。

## 電視節目的變遷
| 中国大陆 湖南卫视 星期日 20:10－22:00 · 4月24日 19:30－23:00（先导片＋正片＋金曲共赏篇） | 中国大陆 湖南卫视 星期日 20:10－22:00 · 4月24日 19:30－23:00（先导片＋正片＋金曲共赏篇） | 中国大陆 湖南卫视 星期日 20:10－22:00 · 4月24日 19:30－23:00（先导片＋正片＋金曲共赏篇） |
| ---------------------------------------------------------------------------------------- | ---------------------------------------------------------------------------------------- | ---------------------------------------------------------------------------------------- |
|                                                                                          | 聲生不息 （2022年4月24日－2022年7月24日）                                                |                                                                                          |
| 全新开播时间点                                                                           | 100道光芒 （2022年7月31日－2022年10月30日）                                              |                                                                                          |
| 声生不息系列节目变迁                                                                     |                                                                                          |                                                                                          |
| —                                                                                        | 聲生不息·港樂季 （2022年4月24日－2022年7月24日）                                         | 聲生不息·寶島季 （2023年3月17日－2023年6月3日）                                          |

| 香港 無綫電視翡翠台 星期日 20:30－22:00 · 4月24日 20:30－22:30 · 由6月5日起逢星期日晚20:30－22:30，7月17日晚20:30-23:15 | 香港 無綫電視翡翠台 星期日 20:30－22:00 · 4月24日 20:30－22:30 · 由6月5日起逢星期日晚20:30－22:30，7月17日晚20:30-23:15 | 香港 無綫電視翡翠台 星期日 20:30－22:00 · 4月24日 20:30－22:30 · 由6月5日起逢星期日晚20:30－22:30，7月17日晚20:30-23:15 |
| --- | --- | --- |
| | 聲生不息 （2022年4月24日－2022年7月17日）                                                                               | |
| 2022年香港小姐競選︰美麗傳奇50載 （20:30-21:35） （2022年4月17日） 思家大戰(第一季) （21:35-22:15） （2022年4月17日）   | 香港金曲頒獎典禮 2021/2022 (2022年7月24日) 開心無敵獎門人 （20:30-21:30） （2022年7月31日-11月27日）                    | |

| 马来西亚、 新加坡 翡翠台 星期日 20:30－22:00 · 4月24日 20:30－22:30           | 马来西亚、 新加坡 翡翠台 星期日 20:30－22:00 · 4月24日 20:30－22:30 | 马来西亚、 新加坡 翡翠台 星期日 20:30－22:00 · 4月24日 20:30－22:30 |
| ----------------------------------------------------------------------------- | ------------------------------------------------------------------- | ------------------------------------------------------------------- |
|                                                                               | 聲生不息 （2022年4月24日－2022年7月17日）                           |                                                                     |
| 2022年香港小姐競選︰美麗傳奇50載 （2022年4月17日） 思家大戰 （2022年4月17日） | 香港金曲頒獎典禮 2021/2022 (2022年7月24日)                          |                                                                     |

| 澳洲 翡翠台 星期一 20:30－22:00 4月25日 20:30－22:30        | 澳洲 翡翠台 星期一 20:30－22:00 4月25日 20:30－22:30 | 澳洲 翡翠台 星期一 20:30－22:00 4月25日 20:30－22:30 |
| ----------------------------------------------------------- | ---------------------------------------------------- | ---------------------------------------------------- |
|                                                             | 聲生不息 （2022年4月25日－2022年7月18日）            |                                                      |
| 2022年香港小姐競選︰美麗傳奇50載 （2022年4月18日） 思家大戰 | 香港金曲頒獎典禮 2021/2022 (2022年7月24日)           |                                                      |

1. ↑  . 100道光芒. 2022-07-28  [2022-07-28]. （原始内容存档于2022-10-23）.